# Asota costata
Asota costata là một loài bướm đêm trong họ Erebidae.